# アルタイル
アルタイル（英: Altair）もしくはわし座α星（英語: Alpha Aquilae）は、わし座で最も明るい恒星で全天21の1等星の1つ。太陽系の近傍にある星間雲Gクラウドの近くに位置している。見かけの明るさが0.76等級のA型主系列星で、七夕の彦星（ひこぼし、牽牛星（けんぎゅうせい）とも）としてよく知られている。こと座のベガ、はくちょう座のデネブとともに、夏の大三角を形成している。太陽系からの距離は16.7 光年（5.13 パーセク）で、肉眼で観望することができる最も近い恒星の1つである。
アルタイルは赤道上の表面速度が約286 km/sに達する高速な自転をしており、これは恒星が崩壊すると推定されている自転速度である400 km/sにかなり近い。パロマー試験干渉計を用いた研究では、アルタイルは球形ではなく、その速い自転により潰れた形状になっていることが明らかになった。このことは、後に赤外線で動作する複数の望遠鏡を使った他の干渉計による研究で、この現象が画像化されたことで確認された。

## 物理的特性

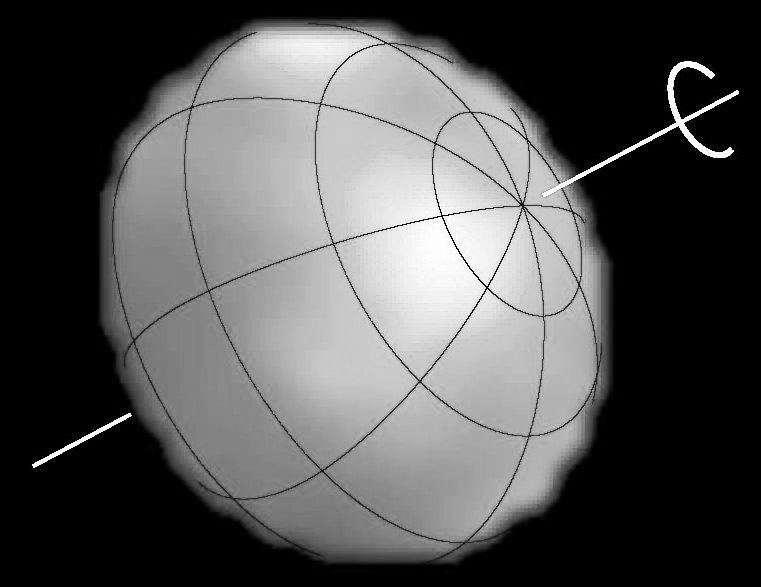
アルタイルの形状

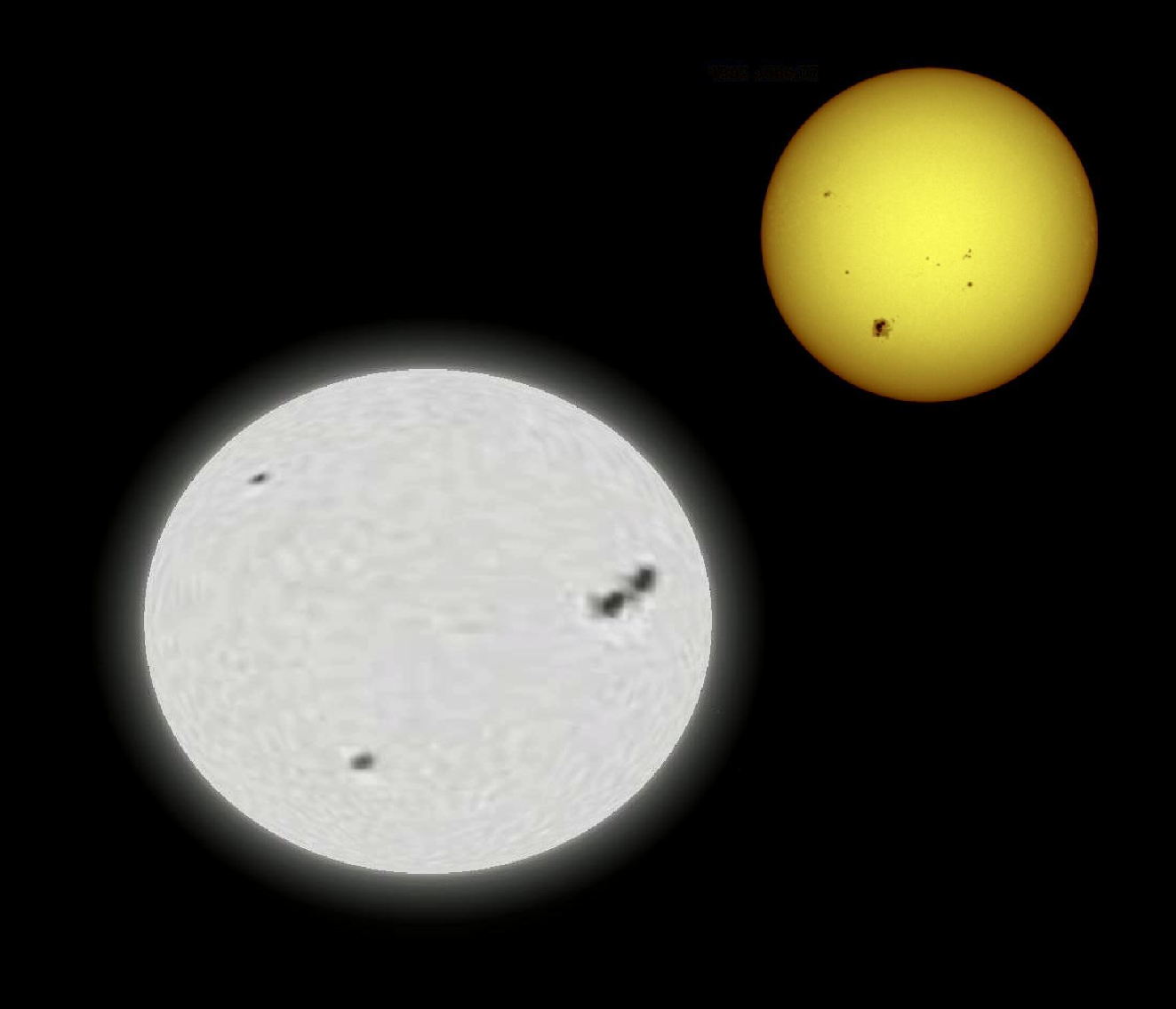
太陽とアルタイルの大きさの比較

アルタイルは、わし座β星とわし座γ星と共に有名な恒星の並びを形作っている。
アルタイルは太陽の約1.8倍の質量と約11倍の明るさを持つA型主系列星である。目まぐるしい速度で自転しており、自転周期は約9時間しかない。ちなみに比較として、太陽の赤道付近は25日強で自転している。その急速な自転により、アルタイルは潰れた形状になり、その赤道直径は極直径よりも20%以上長くなっている。
1999年にWIREを用いて行われた衛星測定では、アルタイルの明るさはわずかに変動しており、2時間未満のいくつかの異なる周期で明るさ全体の数千分の1が変動していた。その結果、2005年にアルタイルはたて座δ型変光星であると同定された。その光度曲線は、0.8～1.5時間周期の範囲で、多数の正弦波を足し合わせることで近似することができる。この変光はコロナの弱いX線放射が源になっており、最も活動的な放射源は恒星の赤道近くに位置している。この活動は、温度が比較的低くなっている赤道付近で形成される対流セルによるものかもしれない。
1983年、森本雅樹、平林久によりスタンフォード大学のアンテナからメッセージが送られた（アルタイルへのメッセージ）。これは日本人による初のMETI (Messaging to Extra-Terrestrial Intelligence) = Active SETI（能動的な地球外知的生命体探査）である。

### 自転効果
アルタイルの角直径は1960年代にロバート・ハンブリー・ブラウンと彼の共同研究者らによりオーストラリアのNarrabri天文台で測定され、アルタイルの角直径は3ミリ秒とされた。ブラウンらはアルタイルが自転により、アルタイルが潰れた形状になることも発見したが、その扁平率を測定するにはデータが不十分だった。1999年と2000年にパロマー試験干渉計を用いて行われた赤外線干渉測定によって、アルタイルがつぶれた形状に平坦化されていることが確認された。この研究成果は、2001年にG. T. van BelleとDavid R. Ciardi、そしてその共同研究者らによって発表された。
理論上では、アルタイルは急速な自転により表面重力と表面温度の値は赤道で低くなり、赤道は極よりも明るくならないと予測されている。重力減光もしくはフォン・ツァイペル効果として知られるこの現象は、2001年に海軍精密光学干渉計（Navy Precision Optical Interferometer）によって行われた測定によってアルタイルで確認され、その後2004年にOhishiら、2006年にPetersonらによって分析されている。2005年には、Domiciano de SouzaらがVLT干渉計に搭載されているVINCIによって行われた新たな測定と、パロマー天文台と海軍精密光学干渉計で得られていた測定を用いてアルタイルの重力減光を確認した。
アルタイルは直接画像が得られている数少ない恒星の一つである。2006年と2007年にJ. D. Monnierとその共同研究者らは、CHARAアレイ干渉計に搭載されているミシガン赤外線コンバイナ（Michigan Infrared Combiner）を用いて2006年に行われた赤外線観測を基にアルタイルの表面の画像を作成した。太陽以外の主系列星で表面が画像化されたのはこれが初めてであった。擬似カラー画像は2007年に発表された。アルタイルの赤道半径は太陽半径の2.03倍、極半径は1.63倍と推定されており、赤道半径は極半径より25%長くなっている。自転軸は地球から見て約60度傾いている。

## 伴星
アルタイルはWDS 19508+0852Aとも名づけられているが、その周囲には複数のかすかな見かけの伴星があり、それぞれWDS 19508+0852B、WDS 19508+0852C、WDS 19508+0852D と呼ばれている。このうちBはAとは固有運動が異なるので重力的に結合したものではない。CとDは固有運動が不明であり、重力的に結合しているかについては結論が得られない。
| - | 赤経                   | 赤緯                   | 主星との間隔 | 主星との方位各角 | 実視等級 |
| - | ---------------------- | ---------------------- | ------------ | ---------------- | -------- |
| B | 19h 50m 34.7272548287s | +08° 53′ 01.986803798″ | 192.1″       | 287°             | 9.69     |
| C | 19h 50m 59.5326076154s | +08° 51′ 12.927277990″ | 189.6″       | 107°             | 10.32    |
| D | -                      | -                      | 31.7″        | 97°              | 11.9     |

## 名称
固有名のアルタイルは、アラビア語で「飛翔する鷲」の意味である「النسر الطائر al-nasr al-ṭāʾir （アン＝ナスル・アッ＝ターイル）」が短縮されたもので、実際のアラビア語でもアルタイルをالنسر الطائر（アン＝ナスル・アッ＝ターイル）と呼ぶ。2016年6月30日に国際天文学連合の恒星の命名に関するワーキンググループ (Working Group on Star Names, WGSN) は、Altair をわし座α星の固有名として正式に承認した。

### 日本での名称
和名類聚抄には「比古保之（ひこぼし）」の名と共に「以奴加比保之（いぬかいぼし）」の名前が伝えられている。これは、β星、γ星を両脇に従えた様子を、犬を引き連れている姿に見立てたものと考えられている。福岡市で「いんかいぼし」、枕崎市で「いんこどん」、宇土市で「いぬひきどん」「いぬひきほしサン」など、九州地方の各地で同様の呼び名が残っていた。

## 俗信
東洋
天の川を挟んで向かい合うこと座のベガ（織姫星）とともに、彦星として七夕の伝説を形成する。
西洋
西洋占星術では爬虫類による危害を表すとされた。